# الجامعة الملكية المغربية لكرة اليد
الجامعة الملكية المغربية لكرة اليد هو اتحادٌ رياضي لكرة اليد بالمغرب والذي يقع مقرّه بالعاصمةِ الرباط. تُنظم هذه الجامعة وتُشرف على مجموعة من البطولات والدوريات سواءً في فئة الذكور أو الإناث على غِرار الدوري المغربي لكرة اليد، وكأس العرش المغربي لكرة اليد كما يهتمّ بشؤون المنتخب المغربي لكرة اليد.

## أبرز النوادي
- وداد سمارة
- ملودية وجدة
- ملودية مراكش
- النادي المكناسي
- الجيش الملكي
- الرجاء الرياضي
- الوداد الرياضي